# Cameron Archer
Cameron Desmond Archer (Walsall, 9 dicembre 2001) è un calciatore inglese, attaccante del Southampton.

## Carriera

### Club
Calcisticamente cresciuto nel settore giovanile dell'Aston Villa, nel 2020 viene ceduto in prestito al Solihull Moors, club militante in National League.
Rientrato ai Villans, il 24 agosto 2021 mette a segno le prime reti con la squadra di Birmingham, realizzando una tripletta nella partita di League Cup vinta per 6-0 sul campo del Barrow; il 25 settembre esordisce in Premier League, nella prestigiosa vittoria ottenuta per 1-0 contro il Manchester United ad Old Trafford.
Il 24 gennaio 2022 viene ceduto in prestito al Preston North End.
Il 5 agosto 2022 viene ceduto in prestito al Middlesbrough.
Il 27 agosto 2023 viene acquistato dallo Sheffield United per circa venti milioni di euro.
L'11 luglio 2024 torna all'Aston Villa, firmando questa volta un contratto triennale, valido fino al 30 giugno 2027.
Il 16 Agosto 2024 si trasferisce al Southampton per 17 milioni di euro.

### Nazionale
Ha giocato nelle nazionali giovanili inglesi Under-20 ed Under-21; con quest'ultima nazionale nel 2023 ha vinto gli Europei di categoria.

## Statistiche

### Presenze e reti nei club
Statistiche aggiornate all'11 luglio 2024.
| Stagione           | Squadra            | Campionato         | Campionato | Campionato | Coppe nazionali | Coppe nazionali | Coppe nazionali | Coppe continentali | Coppe continentali | Coppe continentali | Altre coppe | Altre coppe | Altre coppe | Totale | Totale |
| Stagione           | Squadra            | Comp               | Pres       | Reti       | Comp            | Pres            | Reti            | Comp               | Pres               | Reti               | Comp        | Pres        | Reti        | Pres   | Reti   |
| ------------------ | ------------------ | ------------------ | ---------- | ---------- | --------------- | --------------- | --------------- | ------------------ | ------------------ | ------------------ | ----------- | ----------- | ----------- | ------ | ------ |
| 2020-2021          | Solihull Moors     | NL                 | 26         | 4          | FACup+CdL       | 2+0             | 1+0             | -                  | -                  | -                  | FAT         | 1           | 1           | 29     | 6      |
| 2021-gen. 2022     | Aston Villa        | PL                 | 10         | 0          | FACup+CdL       | 0+4             | 0+4             | -                  | -                  | -                  | -           | -           | -           | 14     | 4      |
| gen.-giu. 2022     | Preston N.E.       | FLC                | 20         | 7          | FACup+CdL       | 0               | 0               | -                  | -                  | -                  | -           | -           | -           | 20     | 7      |
| 2022-2023          | Middlesbrough      | FLC                | 20         | 11         | FACup+CdL       | 1+0             | 0               | -                  | -                  | -                  | PO          | 1           | 0           | 22     | 11     |
| ago. 2023          | Aston Villa        | PL                 | 1          | 0          | FACup+CdL       | 0               | 0               | -                  | -                  | -                  | -           | -           | -           | 1      | 0      |
| Totale Aston Villa | Totale Aston Villa | Totale Aston Villa | 11         | 0          |                 | 4               | 4               |                    | -                  | -                  |             | 0           | 0           | 15     | 4      |
| 2023-2024          | Sheffield Utd      | PL                 | 29         | 4          | FACup+CdL       | 2+1             | 0               | -                  | -                  | -                  | -           | -           | -           | 32     | 4      |
| 2024-2025          | Southampton        | PL                 | 7          | 1          | FACup+CdL       | 2               | 3               | -                  | -                  | -                  | -           | -           | -           | 9      | 4      |
| Totale carriera    | Totale carriera    | Totale carriera    | 113        | 27         |                 | 12              | 8               |                    | -                  | -                  |             | 2           | 1           | 127    | 36     |

## Palmarès

### Nazionale
- Campionato d'Europa Under-21: 1

Romania-Georgia 2023

### Individuale
- Capocannoniere del Football League Trophy: 1

2021-2022 (6 reti)